# Peculiar Patients' Pranks
Peculiar Patients' Pranks est un film américain réalisé par Hal Roach et sorti en 1915, mettant en scène Harold Lloyd.
Il était considéré comme perdu, mais une copie a été redécouverte en 1994 en Australie à la National Film and Sound Archive,.

## Fiche technique
- Réalisation : Hal Roach
- Scénario : Dolly Twist
- Producteur : Hal Roach
- Pays de production :  États-Unis
- Date de sortie : 22 décembre 1915

## Distribution
- Harold Lloyd
- Snub Pollard
- Gene Marsh
- Bebe Daniels